# ماتياس رويز دياز
ماتياس رويز دياز (بالإسبانية: Matías Ruiz Díaz)‏ هو لاعب كرة قدم أرجنتيني في مركز الدفاع، ولد في 9 سبتمبر 1996 في لابلاتا في الأرجنتين. لعب مع إستوديانتيس دي لا بلاتا.

## وصلات خارجية
- ماتياس رويز دياز على موقع قاعدة بيانات كرة القدم.إي يو (الإنجليزية)
- ماتياس رويز دياز على موقع Soccerway.com (الإنجليزية)